# 산청 조식 유적
산청 조식 유적(山淸 曺植 遺蹟)은 대한민국 경상남도 산청군 시천면에 있는, 조선 중기의 유명한 유학자인 조식 선생의 유적지이다. 1984년 1월 26일 대한민국의 사적 제305호 조식유적으로 지정되었고, 2011년 현재의 명칭으로 변경되었다.

## 개요
조선 중기의 유명한 유학자인 조식 선생의 유적지이다.
조식 선생은 많은 벼슬이 내려졌으나 모두 거절하고, 학문연구와 후진양성에 평생을 보냈다.
조식 유적은 두 곳으로 나뉘는데 사리(絲里)에는 산천재, 별묘, 신도비, 묘비가 있고, 원리(院里)에는 덕천서원과 세심정이 있다. 산천재는 선생이 학문을 닦고 연구하던 곳으로 명종 16년(1561)에 세웠고, 순조 18년(1818)에 고쳐졌다. 규모는 앞면 2칸, 옆면 2칸이다. 덕천서원은 선조 9년(1576)에 세웠고, 앞면 5칸, 옆면 2칸의 현재 건물은 1926년에 고쳐 지은 것이다. 세심정은 선조 15년(1582)에 처음 세웠다.

## 갤러리

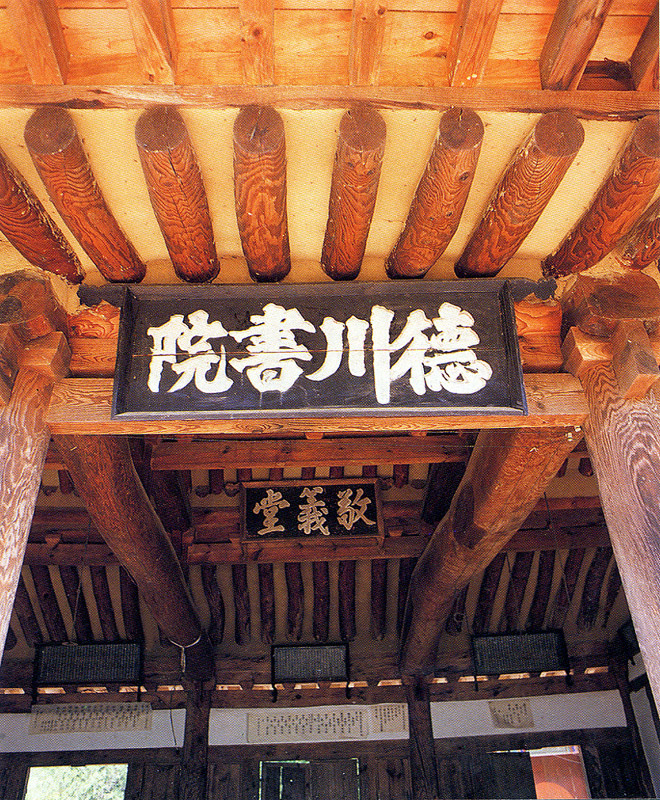
덕천서원
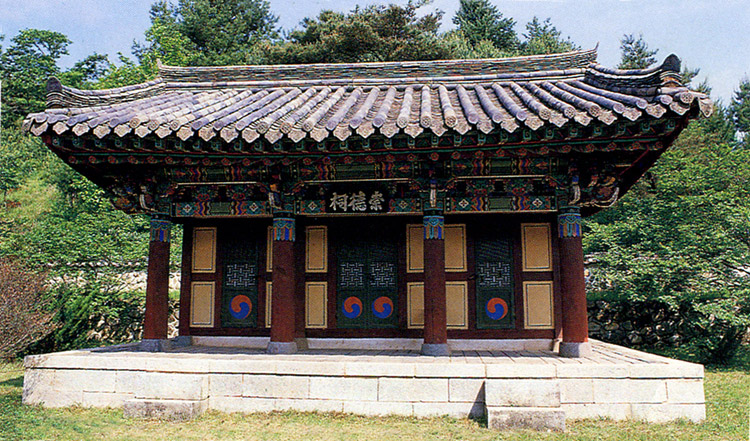
숭덕사
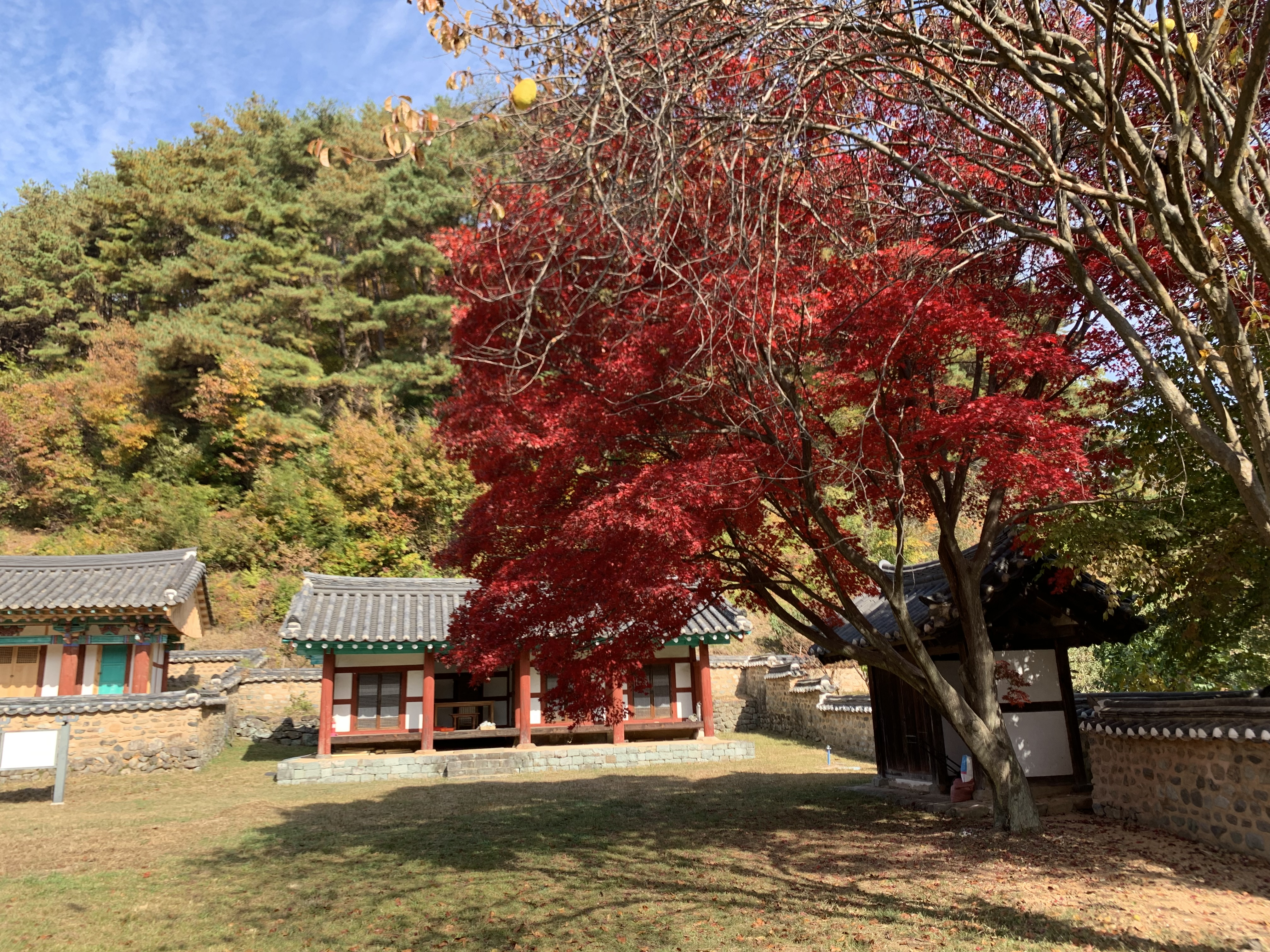

## 같이 보기
- 조식
- 덕천서원

## 참고 자료
- 산청 조식 유적 - 국가유산청 국가유산포털